# Mauro Dalla Costa
Mauro Daniel Dalla Costa (Santa Fe, 30 settembre 1993) è un calciatore argentino, attaccante svincolato.

## Carriera
Ha giocato 5 partite nella massima serie argentina.